# Propstei St. Remigius
Die Propstei St. Remigius ist ein ehemaliges Benediktinerkloster auf dem Remigiusberg zwischen Haschbach am Remigiusberg und Theisbergstegen im Landkreis Kusel. Sie bestand von 1127 bis 1526 und gehörte zur Abtei Saint-Remy in Reims. Als einziges Gebäude ist die ehemalige Propsteikirche erhalten.

## Geschichte
Das Gebiet um Kusel und Altenglan (Cosla und Gleni), das später Remigiusland genannt wurde, war mindestens seit dem 9. Jahrhundert im Besitz des Erzbistums Reims. Die Exklave, die geistlich zum Erzbistum Mainz gehörte, wurde 952 dem Kloster St. Remy in Reims übergeben. In einer Urkunde des deutschen Königs Otto I. aus dem gleichen Jahr wird dem Kloster St. Remy der Besitz des Remigiuslandes und einer Abtei in Kusel bestätigt.
Die Propstei St. Remigius auf dem Remigiusberg wurde um 1127 durch Mönche des Klosters St. Remy gegründet. Die älteste urkundliche Erwähnung ist die Bestätigungsurkunde der Gründung vom 8. Oktober 1127 durch den Mainzer Erzbischof Adalbert I. Diese Urkunde enthält den Hinweis, dass die Benediktinermönche eine dort vorher vorhandene Burg, die widerrechtlich errichtet worden war, gekauft und abgerissen und an ihrer Stelle die Klostergebäude errichtet hätten. Bezeugt wird die Urkunde unter anderem von Gerlach I., dem Begründer der Grafschaft Veldenz. Die Grafen von Veldenz und ihre Nachfolger übten seit dieser Zeit die Vogteirechte über das Remigiusland und die Propstei aus.
Die abgerissene Burg war eine Vorläuferburg der späteren Michelsburg, die um 1260 in unmittelbarer Nähe auf Propsteigelände durch den Grafen Heinrich II. von Zweibrücken errichtet wurde. Anlass war der Streit mit den Wildgrafen um das veldenzer Erbe, und entgegen dem ursprünglichen Versprechen wurde die Burg nach dem Ende des Streits nicht abgerissen, sondern weiter ausgebaut. Der hiesige Propst Johann von Veldenz avancierte 1402 zum Abt des Klosters Weißenburg (Wissembourg) im Elsass.
Nach der Einführung der Reformation im Herzogtum Pfalz-Zweibrücken wurde die Propstei 1526 aufgelöst. 1552 wurde das Remigiusland mit dem aufgegebenen Kloster für 8000 Gulden an Pfalzgraf Georg Johann I. von Pfalz-Veldenz verkauft, die Propsteikirche wurde zur Grablege der Grafen.
Von den ehemaligen Klostergebäuden ist nur noch die Propsteikirche vorhanden. Sie dient als Pfarrkirche der katholischen Pfarrei Remigiusberg. Im ehemaligen Pfarrhaus, das 1842/42 auf dem Klostergelände errichtet wurde, befindet sich heute eine Gastwirtschaft. In der Kirche steht die künstlerisch wertvolle Grabplatte des Grafen  Friedrich I. von Veldenz († 1327), der hier beigesetzt ist.